# Dmitri Galkovski
Œuvres principales
L'Impasse infinie
Dmitri Ievguenievitch Galkovski (russe : Дмитрий Евгеньевич Галковский), né le 4 juin 1960 en URSS, est un écrivain, journaliste, philosophe et blogueur russe, connu notamment par son roman Бесконечный тупик (L'Impasse infinie). Il inspire les milieux d'extrême-droite nationaliste russes.

## Biographie
Dmitri Galkovski est né à Moscou d'un père ingénieur et sa mère couturière. Ses deux parents étaient issus de familles d'ecclésiastiques orthodoxes russes. Il obtient son diplôme de l'école n° 51 de Moscou en 1977 et travaille ensuite à l'usine de Likhatchiov. Sorti en 1986 de l'Université d'État de Moscou, il commence à écrire et enseigne à l'école du théâtre de Moscou au début des années 1990. Il se consacre par la suite à ses écrits.

## Œuvres majeures

### L'Impasse infinie
La première œuvre majeure de Galkovski est le roman philosophique L'Impasse infinie (Бесконечный тупик). L'œuvre se compose de trois parties. La première partie, achevée en 1984 et intitulée Le Monde rond, est une brève analyse de l'œuvre du philosophe russe Vassili Rozanov, à laquelle il rend hommage. Les écrits de Rozanov n'ont pas été publiés sous le régime soviétique, et il était devenu quelque peu obscur à l'époque où Galkovski écrivait. Le Monde rond soutient que l'œuvre de Rozanov est « très moderne et pertinente » pour la Russie de la fin du XXe siècle, et qu'il est « peut-être (…) le philosophe russe le plus moderne ».
La deuxième partie de L'Impasse infinie, appelée L'Impasse infinie (texte principal) dans la troisième édition, est un essai achevé en 1985 qui étoffe nombre des arguments avancés dans Le monde rond. Dans cet ouvrage, Rozanov est replacé dans le contexte plus large de l'histoire et de la philosophie russes du XIXe siècle. L'essai compare favorablement Rozanov à des écrivains tels que Nikolaï Tchernychevski et Nicolas Berdiaev, que Galkovski considère comme « infantiles » et « bavards ». Galkovski avance l'argument selon lequel la langue russe est par nature profondément amorphe, et que la culture russe est mieux adaptée à la foi (qui est associée au « silence ») qu'à la raison (« logos » ou « discours »). Selon cette interprétation, la nature fragmentée des derniers écrits de Rozanov est l'expression idéale du mode de pensée russe.
La troisième partie de L'Impasse infinie s'intitule Commentaires sur L'Impasse infinie et se compose de 949 « commentaires » (fragments de texte allant d'une phrase à plusieurs pages). Chaque « commentaire » concerne une seule phrase, soit du « texte principal » de la deuxième partie, soit d'un commentaire antérieur. C'est ainsi que les commentaires ont une structure arborescente, avec une branche principale qui commente le « texte principal », et d'autres branches plus petites qui partent des commentaires de la branche principale, formant un hypertexte. Les commentaires constituent la grande majorité du texte global de L'Impasse infinie (la troisième partie occupe 1077 pages sur 1230 dans la troisième édition).
La nature fragmentée et épisodique des commentaires ressemble au style d'écriture de Rozanov. Cependant, bien que Rozanov ait été la principale source d'inspiration du travail de Galkovski, il n'est qu'un des nombreux sujets abordés dans la troisième partie de L'Impasse infinie. Les principaux sujets abordés par l'hypertexte sont les suivants :
- Une attaque contre le statut élevé de la littérature russe dans la culture russe.

Galkovski estime que la doctrine du « réalisme » adoptée par la littérature russe n'était qu'une façade pour un programme révolutionnaire. Dans cette interprétation, la littérature russe utilise une apparence hyperréelle pour décrire des choses qui n'étaient pas vraiment courantes dans la vie réelle, et qui étaient souvent des inventions surréalistes des auteurs. Par exemple, Galkovski interprète l'œuvre de Nicolas Gogol comme l'expression fantastique et irrationnelle de l'ambiguïté de la langue russe par l'auteur lui-même, et conclut que l'influence de Gogol est devenue irrémédiablement néfaste lorsque cette œuvre a été interprétée comme une critique réaliste de la société russe. En général, Galkovski s'oppose à l'idée que les écrivains doivent avoir une influence politique et sociale.
- Un révisionnisme historique de l'histoire de la Russie au XIXe siècle, jusqu'à la révolution russe.

Galkovski soutient que les mouvements révolutionnaires étaient patronnés, et souvent directement supervisés, par la police impériale. Il caractérise le mouvement révolutionnaire, à partir de la révolte des décembristes, comme une série de « doubles provocations » dans lesquelles des éléments du gouvernement ont délibérément saboté la propre réponse du gouvernement aux actes révolutionnaires. Dans son analyse, la révolution était devenue inévitable sous le règne de Nicolas II en raison d'une trahison de longue date à tous les niveaux du gouvernement. Galkovski cite l'omniprésence de la franc-maçonnerie dans la société russe et l'influence des Juifs dans les mouvements révolutionnaires, mais il laisse entendre que leur succès a été inspiré et financé par des gouvernements européens dans le but de détruire la monarchie russe.
- Un discrédit du caractère et de l'œuvre du philosophe russe Vladimir Soloviev, une figure clé de la philosophie religieuse russe.

Galkovski dépeint Soloviev comme un opportuniste qui ignorait l'essentiel de la philosophie grecque et chrétienne qu'il a voulu résumer dans son œuvre. L'Impasse infinie laisse entendre que le principal objectif de Solovyov était de créer une forme caricaturale de conservatisme qui détournerait l'attention de penseurs nationalistes plus « authentiques » tels que Iouri Samarine. Galkovski exprime des critiques similaires à l'égard de Nikolai Berdiaev, qu'il considère comme un épigone de Solovyov au XXe siècle.
- La nature de la langue russe elle-même.

Galkovski note ce qu'il considère comme l'amorphisme de la langue russe, en s'appuyant sur la dichotomie « silence/parole » mise en avant dans le « texte principal ». Selon lui, l'ambiguïté de la langue rend difficile la création d'une représentation non ambiguë du mal dans une œuvre écrite. Il donne des exemples d'œuvres de la littérature russe qui utilisent le langage pour étouffer les conflits psychologiques ou idéologiques.
- Le sentiment de solitude de l'auteur (Galkovski se désigne lui-même par le nom de jeune fille de sa mère, « Odinokov », qui signifie « solitaire »), ses expériences d'enfance et sa relation avec son père.

Ces passages forment un contrepoint littéraire (souvent lyrique) aux passages philosophiques plus denses du texte. Cependant, Galkovski laisse également entendre que son expérience est un résultat naturel des développements historiques et littéraires dont il parle tout au long du roman.
De nombreux autres sujets sont abordés en passant, notamment la nature et l'objectif de la philosophie, une discussion sur le platonisme et l'aristotélisme, et une analyse des personnages d'Anton Tchekhov et de Lénine.

#### Réception critique
Des extraits de L'Impasse infinie ont été publiés en URSS à la fois dans la revue libérale Novy Mir et dans le périodique nationaliste Nach Sovremennik (Наш Современник). Il a suscité un certain intérêt et des discussions dans la presse, bien que de nombreux critiques officiels aient condamné le roman. La troisième édition de L'Impasse infinie contient une sélection d'hypothétiques réactions critiques écrites par Galkovsky lui-même à l'œuvre provenant de tout le spectre idéologique.
L'Impasse infinie est également citée dans :
- From Aleshkovsky to Galkovsky: the praise of folly in Russian prose since the 1960s[5] par Oliver Ready, chercheur à Oxford ;
- New Realism, New Barbarism: Socialist Theory in the Era of Globalization[6] par Boris Kagarlitsky ;
- Russian Postmodenism: New Perspectives on Post-Soviet Culture[7] par Mikhail Epstein, Aleksandr Genis, Slobodanka Vladiv-Glover ;
- After the Fall: 1989 and the Future of Freedom par George N. Katsiaficas[8] ;
- Scientific Bodies in Motion de Vladimir David Shkolnikov[9].

Le roman n'a été traduit ni en français ni en anglais. La structure complexe de l'hypertexte et l'utilisation intensive de tournures idiomatiques par Galkovsky rendent la traduction difficile.
En 1997, Galkovsky reçoit le prix Anti-Booker (en) pour L'Impasse infinie mais il en refuse le montant qui l'accompagne. Il explique son refus dans un essai publié ultérieurement dans le recueil Propaganda.
À ce jour, L'Impasse infinie est l'œuvre la plus connue et la plus vaste de Galkovsky. Cependant, malgré l'accueil critique qu'il a reçu, il n'a jamais été publié par une organisation soviétique ou post-soviétique, et toutes les éditions publiées jusqu'à présent l'ont été à compte d'auteur. La première édition a été publiée en 1997, neuf ans après l'achèvement du roman. La troisième édition a été publiée en 2007  (ISBN 978-5-902466-01-7) par une maison d'édition fondée par Galkovsky dans ce but.

### Canelangue
Il compile une anthologie de la poésie soviétique « typique », son titre faisant référence au terme orwellien Уткоречь (duckspeak, canelangue dans les versions françaises de 1984). Elle est publiée pour la première fois en ligne en 1997 et en version imprimée en 2002. Dans l'introduction, Galkovsky soutient que les anthologies précédentes de la poésie soviétique présentent un nombre disproportionné de poètes russes de l'Âge d'argent, dont les vues esthétiques étaient largement héritées de l'époque pré-révolutionnaire et rejetées par l'ordre soviétique. En outre, selon Galkovsky, une collection véritablement « représentative » devrait inclure les poèmes les plus « typiques » d'une certaine catégorie, plutôt que les « meilleurs ». C'est pourquoi Canelangue présente de nombreux poètes soviétiques provinciaux et obscurs, ainsi que des poètes plus connus.
Il classe les poèmes par sujet : à la gloire de Vladimir Lénine et de Joseph Staline, sur Alexandre Pouchkine, sur la doctrine de l'internationalisme prolétarien, sur la femme soviétique, sur les ennemis capitalistes. La taille de chaque section est destinée à refléter la fréquence du sujet de la section dans la poésie soviétique.

### L'Ami des canetons
En 2002, Galkovski écrit un scénario de film intitulé Droug Outiat (Друг Утят, L'Ami des canetons). Le scénario raconte une histoire futuriste (à la fois utopique et dystopique) décrivant une ère post-nucléaire technologiquement avancée et robotisée. Le scénario est écrit à la demande du cinéaste Vladimir Menchov, mais n'est jamais adapté. L'Ami des canetons a fait l'objet de nombreuses critiques dans la presse russe ; on trouve les commentaires de Galkovski sur certaines de ces critiques dans Magnet.

### PropagandeetAimant
En 2003-2004, Galkovski publie deux recueils d'essais, d'articles et d'entretiens, intitulés Propaganda (Propagande) et Magnet (Aimant). Ces recueils comprennent l'analyse de Galkovski sur la philosophie soviétique, intitulée Razbity kompas oukasyvaïet pout (Разбитый компас указывает путь, La Boussole brisée donne la direction), son explication de son propre refus de la composante monétaire du prix Anti-Booker, et d'autres écrits. À cette époque, de nombreuses nouvelles de Galkovski (tirées des séries Svyatochnye Rasskazy et Skazki Druga Utyat) sont publiées dans des médias en ligne et hors ligne.

### Deux idiots
En 2009, Galkovski publie un autre recueil d'essais intitulé Dva idiota (Deux idiots). Le cœur du livre est constitué d'articles écrits par Galkovski en 2005-2007 pour le journal en ligne Vzglyad et le magazine Russkaya Jizn (La Vie russe). Le titre fait référence à Konstantin Rykov, éditeur russe et rédacteur en chef de Vzglyad, et à Dmitri Olchansky, rédacteur en chef de Russkaya Zhizn. Le livre a été publié par la propre maison d'édition de Galkovski.

## Journalisme

### Articles et chroniques
Au cours des années 1990, Galkovski décide de boycotter les médias post-soviétiques en raison de son incapacité à publier L'Impasse infinie, qu'il croit due à une campagne organisée contre lui, campagne qu'il détaille dans Propagande. Pourtant, ses articles et des interviews commencent à paraître dans diverses publications :
- Literatournaïa gazeta[11]
- Zavtra[12]
- Conservator[13]
- Vzglyad (chroniqueur, 2005-2006)

### LiveJournal
En 2003, Galkovski ouvre un blog sur LiveJournal, couvrant un large éventail de sujets historiques, culturels et politiques. Son blog gagne en notoriété dans la blogosphère russe et figure régulièrement sur plusieurs listes des blogs les plus populaires.

### La Vérité des canards
Galkovski participe à la création d'un site web parodiant le style typique des mouvements de jeunesse du XXe siècle. Les « Canetons » sont encouragés à participer à des jeux en ligne massivement multijoueurs. Entre 2005 et 2007, le mouvement publie le magazine en ligne Outinaïa Pravda (La Vérité des canards, une parodie de la Pravda), cofondé en 2004 par Galkovski et l'éditeur russe de contre-culture Konstantin Rykov. Le magazine contient de nombreux articles sur l'histoire et la politique, écrits par Galkovski sous le pseudonyme Droug Outiat (Ami des Canetons).
Le site web d'origine du magazine est désormais fermé, mais son contenu a été archivé par un site de fans de Galkovski. En 2011, le magazine est rouvert sous le nom de La nouvelle vérité des canards.

### Youtube
Sa chaîne Youtube comporte des centaines de vidéos où il exprime ses idées, généralement nationalistes, antisémites et xénophobes, sur un ton monocorde. Le total du nombre de vues dépasse les dix millions.

## Influence
Bien qu'il reste inconnu dans le monde occidental, l'influence de Galkovski est certaine en Russie dans les milieux de la droite nationaliste. Iegor Prosvirnine, fondateur de Spoutnik et Pogrom (ru), le considère comme son modèle.